# Нове (сільське поселення Паньково)
Нове (рос. Новое) — присілок в Старицькому районі Тверської області Російської Федерації.
Населення становить 99 осіб. Входить до складу муніципального утворення сільське поселення Паньково.

## Історія
Від 2005 року входить до складу муніципального утворення сільське поселення Паньково. Раніше населений пункт належав до Новського сільського округу.

## Населення
| 1859 | 1886 | 1919 | 1997 | 2002 | 2010 |
| ---- | ---- | ---- | ---- | ---- | ---- |
| 333  | ↘275 | ↗342 | ↘106 | ↘103 | ↘99  |